# Список правителів Ізраїльсько-Юдейського царства
У статті подано список царів об'єднаного Ізраїльсько-Юдейського царства (XI—X століття до н. е.)

## Список
|                                                                            | Ім'я Оригінал                | Зображення | У Старому Заповіті         | Роки правління         | Примітки               |
| -------------------------------------------------------------------------- | ---------------------------- | ---------- | -------------------------- | ---------------------- | ---------------------- |
| 1                                                                          | Саул, син Кіса שָׁאוּל          |            | 1 Сам. 9:1 — 31:13         | бл. 1029—1005 до н. е. |                        |
|                                                                            | Іш-Бошет, син Саула ‏אִֽישְׁבֹּ֫שֶׁת‏‎‎   |            | 2 Сам. 2:8 — 4:12          | бл. 1012—1010 до н. е. | Претендент у Маханаїмі |
| 2.                                                                         | Давид, син Єссея דָּוִד,        |            | 1 Сам. 16:12 — 1 Цар. 2:11 | 1005—965               |                        |
|                                                                            | Авесалом, син Давида אַבְשָׁלוֹם  |            | 2 Сам. 3 — 18              | 982—979 до н. е.       | Претендент у Хевроні   |
|                                                                            | Савей, син Біхрі שֶׁבַע בֶּן בִּכְרִי‏ |            | 2 Сам. 20                  | 977—976 до н. е.       | Претендент у Сихемі    |
| 3.                                                                         | Соломон, син Давида שְׁלֹמֹה     |            | 2 Сам. 5:14 — 1 Цар. 11:43 | 968—928 до н. е.       |                        |
| бл. 928 до н. е. царство було розділено на Юдейське та Ізраїльське царства |                              |            |                            |                        |                        |